# 오카자키 공습
오카자키 공습 또는 제2차 세계대전 기간 오카자키 폭격은 제2차 세계 대전 후반 일본 본토 작전 기간 동안 군사 및 민간 목표물과 인구 밀집 지역을 대상으로 미국이 수행한 전략폭격 작전의 일부였다.

## 배경
오카자키시는 주요 인구 중심지도 아니고 군사적으로 중요한 주요 목표도 없었지만, 대도시 나고야시를 지탱하는 위성 도시였다. 도쿄도와 오사카시를 연결하는 도카이도 본선 철도도 도시를 통과했으며, 일본의 주요 도시가 파괴된 후 1945년 6월 커티스 르메이 장군이 목표 목록에 추가한 57개 지역 인구 중심지 중 하나가 되었다.

## 같이 보기
- 일본 본토 공습